# Eta Phoenicis
Eta Phoenicis (η Phoenicis) é um sistema estelar triplo na constelação de Phoenix. A estrela primária tem uma magnitude aparente visual de 4,36, sendo visível a olho nu em locais sem muita poluição luminosa. Com base em medições de paralaxe pela sonda Gaia, o sistema está localizado a cerca de 250 anos-luz (77 parsecs) da Terra.
A estrela primária do sistema é classificada como uma subgigante de classe A com um tipo espectral de A0IV, consistente com uma estrela próxima do fim da sequência principal; estima-se que ela já tenha passado por 87% de seu tempo na sequência principal. Está irradiando energia de sua fotosfera com 120 vezes a luminosidade solar a uma temperatura efetiva de 9 800 K, dando a ela a coloração branca típica de estrelas de classe A. Modelos de evolução estelar estimam que tenha cerca de 2,5 vezes a massa solar e uma idade mais provável de 360 e 480 milhões de anos. Esta estrela é considerada uma possível estrela peculiar, mas isso é incerto.
Eta Phoenicis forma um sistema binário visual com uma estrela de magnitude 11,5 a uma separação angular de 20 segundos de arco, designado de componente B. Conhecida com uma companheira visual desde 1835, essa estrela tem se mantido até o presente à mesma posição em relação à primária, e medições da sonda Gaia confirmam que está à mesma distância, indicando que é uma companheira física. Com um tipo espectral estimado de K2-5V, essa estrela parece ser ativa e uma possível erupção foi detectada em raios X pelo satélite ROSAT em 1995.
A terceira estrela do sistema, componente Ab, foi descoberta em 2014 a partir de observações de alta resolução angular pelo interferômetro PIONIER, no Very Large Telescope. Foi detectada a uma separação de 0,09 segundos de arco da estrela primária, o que corresponde a uma separação projetada de 6,8 UA. Sua órbita provavelmente possui um período orbital de mais de 10 anos e é levemente inclinada ou excêntrica. Seu tipo espectral é estimado em K1V com base no seu contraste na banda H, e em G5V com base no contraste na banda K. Evidências para essa estrela companheira já tinham sido encontradas anteriormente nas observações astrométricas da sonda Hipparcos, e na taxa de emissão de raios X do sistema.
A sonda espacial Rosetta observou Eta Phoenicis sendo ocultada pelo cometa 67P/Churyumov-Gerasimenko em 13 de setembro de 2015. O espectro obtido da estrela logo após a ocultação permitiu determinar a quantidade de água e oxigênio na coma a menos de 1 km do núcleo do cometa.